# Войковська сільська рада (Первомайський район)
Во́йковська сільська́ ра́да — адміністративно-територіальна одиниця та орган місцевого самоврядування в Первомайському районі Автономної Республіки Крим. Адміністративний центр — село Войкове.

## Загальні відомості
- Населення ради: 2 443 особи (станом на 2001 рік)

## Населені пункти
Сільській раді підпорядковані населені пункти:
- с. Войкове
- с. Відкрите
- с. Дмитрівка

## Склад ради
Рада складається з 16 депутатів та голови.
- Голова ради: Ворона Віталій Іванович

### Керівний склад попередніх скликань
| Прізвище, ім'я, по батькові | Основні відомості                                                         | Дата обрання | Дата звільнення |
| --------------------------- | ------------------------------------------------------------------------- | ------------ | --------------- |
| Ворона Віталій Іванович     | Сільський голова, 1966 року народження, освіта вища, член Партії «Союз»   | 26.03.2006   | 31.10.2010      |
| Ворона Віталій Іванович     | Сільський голова, 1966 року народження, освіта вища, член Партії регіонів | 31.10.2010   |                 |

Примітка: таблиця складена за даними сайту Верховної Ради України

### Депутати
За результатами місцевих виборів 2010 року депутатами ради стали:

#### За суб'єктами висування
| Суб'єкт висування | Кількість обраних депутатів | %    |
| ----------------- | --------------------------- | ---- |
| Партія регіонів   | 9                           | 56,3 |
| Самовисування     | 5                           | 31,3 |
| Народна партія    | 1                           | 6,3  |
| Партія «Союз»     | 1                           | 6,3  |

#### За округами
| № округу        | Прізвище, ім'я, по батькові  | Дата визнання обраним | Освіта             | Партійна приналежність                  | Відомості про обраного депутата           |
| --------------- | ---------------------------- | --------------------- | ------------------ | --------------------------------------- | ----------------------------------------- |
| Народна Партія  |                              |                       |                    |                                         |                                           |
| 4               | Злобін Юрій Миколайович      | 03.11.2010            | середня спеціальна | член Народної партії                    | ООО «Славяне», агроном                    |
| Партія регіонів |                              |                       |                    |                                         |                                           |
| 2               | Азарова Ніна Григорівна      | 03.11.2010            | середня спеціальна | член Партії регіонів                    | ООО «Айбарі», робоча складу               |
| 3               | Хохлова Тамара Юстинівна     | 03.11.2010            | середня спеціальна | член Партії регіонів                    | Воковська сільська рада, секретар         |
| 9               | Пилипчук Олена Володимирівна | 03.11.2010            | вища               | член Партії регіонів                    | Воковська сільська рада, спеціаліст       |
| 10              | Грибань Тетяна Віталіївна    | 03.11.2010            | вища               | член Партії регіонів                    | Войковська загальноосвітня школа, вчитель |
| 11              | Яцкіна Тамара Миколаївна     | 03.11.2010            | середня            | член Партії регіонів                    | ветеринарна аптека, лікар-ветеринар       |
| 12              | Єфімова Віра Федорівна       | 03.11.2010            | середня спеціальна | член Партії регіонів                    | Воковська сільська рада, директор ДК      |
| 13              | Шевченко Людмила Вікторівна  | 03.11.2010            | вища               | член Партії регіонів                    | ООО «Айбарі», агроном                     |
| 15              | Алексєєва Ольга Анатоліївна  | 03.11.2010            | вища               | член Партії регіонів                    | Войковська загальноосвітня школа, вчитель |
| 16              | Алексєєв Микола Анатолійович | 03.11.2010            | середня            | член Партії регіонів                    | ООО «Славяне», механізатор                |
| Партія «Союз»   |                              |                       |                    |                                         |                                           |
| 5               | Яшна Любов Михайлівна        | 03.11.2010            | середня            | член Партії «Союз»                      | Воковська сільська рада, касир            |
| Самовисування   |                              |                       |                    |                                         |                                           |
| 1               | Чакал Зульфія Султанівна     | 03.11.2010            | середня            | позапартійна                            | ООО «Айбарі», робоча складу               |
| 6               | Харачіх Сусанна Мустафаївна  | 03.11.2010            | середня            | позапартійна                            | приватний підприємець                     |
| 7               | Кайбулаєв Айдер Енверович    | 03.11.2010            | середня            | позапартійний                           | тимчасово не працює                       |
| 8               | Сейдалієв Різа Меджитович    | 03.11.2010            | середня            | член Політичної партії «Сильна Україна» | приватний підприємець                     |
| 14              | Болтабоєв Юнусжон Юсуфович   | 03.11.2010            | незакінчена вища   | позапартійний                           | тимчасово не працює                       |